# 熱血異能部活譚 trigger kiss
《熱血異能部活譚 trigger kiss》（熱血異能部活譚 trigger kiss），是由日本otomate（idea factory）公司發售的女性向戀愛遊戲。

## 故事簡介
--西曆2083年
秋月高中終於在異能比賽中獲得了全國勝利
但在這應該人人高興的時刻，卻因為部員所引起的暴力事件
導致被取消了全國優勝的資格
而且還被停止了兩年的社團活動作為懲罰
--兩年後
從校長那裡拿回那被封印了兩年的教室鑰匙的現任主將--神埼梓馬
被校長無情的宣告
今年如果在大賽里拿不到優勝異能部就要被廢部
這是梓馬和校長之間的秘密約定
但是現在異能部所剩下的部員只剩下副主將--昴大和和自己
連湊齊最少三人的人數去達成全國優勝的目的也辦不到
但梓馬依然理所當然的說
我會做給你看的
於此同時，出現了一個轉學生
一名二年級的少女，名叫千道雙葉
而她的媽媽是最強異能者的集團【R8】的其中一人
梓馬把所有的希望都放在雙葉身上，向她的教室邁進
卻以想不到的是她很討厭異能部...

## 主要人物

### 秋月高校

#### 千道雙葉（千道双葉）
秋月高校二年級的轉校生
她的媽媽是是最強異能者的集團【R8】的其中一人
過去因為自身的能力傷害了親友而不相信自己的能力
轉校的第一天，因為大和和梓馬聽到關於她媽媽的傳言
強行令雙葉加入異能部
她的異能是【接触増幅】（通過接吻別人來發動）
接触増幅這個能力可以讓對方的能力提升

#### 神埼梓馬（神埼梓馬），聲：鳥海浩輔
秋月高校的三年生，也是異能部的主將
認為自己的生活要享受青春的熱情青春傻瓜
擁有操縱分子振動的【超振動】的異能

#### 昴大和（昴大和），聲：野島健児
秋月高校的三年生，是一個毒舌的異能部副主將
在部裡是一個比較冷靜和理性的【参謀役】
其實是一個比誰都熱情，尤其在取勝方面大於梓馬很多
因此其實他是身體比腦子更快行動的人
他的異能是可以在短時間把自己的行動速度增加【加速】

#### 古賀御門（古賀御門），聲：阿部敦
秋月高校二年級
無論是運動神經還是成績也非常優秀
他無論是誰也會很溫柔的去對待
是校內女生的男神的美男子
中學時代被譽為天才的選手
但是現在因為某些原因是一個歸家部員
它擁有可以自由控制電流【電流操作】的異能

#### 山田萬里（山田万里），聲：山下大輝
秋月高校的一年生，初中的時候是棒球部的成員
是後天擁有異能的一人
擁有正體不明【何だかよく分からないビームを出す】的異能

### 北陽工業高校

#### 陸奧巖（陸奧巖），聲：佐藤拓也
北陽工業高校二年生，也是學校異能部的主將
是梓馬中學時代的後輩兼朋友
擁有把身體的物件鋼鐵化的能力【鋼鐵化】

### 白樓院大學附屬高校

#### 葛城宗也（葛城宗也），聲：平川大輔
上年度全國異能大賽的優勝隊伍主將
擁有可以制造自己分身的的異能【影武者】

## 外部連結
- （日語）熱血異能部活譚 trigger kiss遊戲官網  （页面存档备份，存于）